# Branche parabolique

Branches paraboliques
d'axe Ox - Courbe bleue : y = ln(x),
d'axe Oy - Courbe rouge : y = exp(x),
d'axe d : y = x - Courbe noire : y = 1 + x –.

Dans l'étude des courbes planes, il existe parfois des points de la courbe qui s'éloignent infiniment de l'origine du repère. L'étude de ces courbes dans ces zones s'appelle l'étude des branches infinies. Quand la courbe semble regarder dans une direction mais tout en s'en éloignant, on dit que la courbe possède une branche parabolique dont l'axe est donné par la direction que regarde la courbe.
Ce nom provient du fait que la portion de courbe ressemble alors à une portion de parabole.

## Courbe représentative d'une fonction
On considère une fonction f définie au voisinage de plus ou moins l'infini.
On dit que la courbe représentative de f possède une branche parabolique d'axe (Oy) en plus l'infini (resp.  moins l'infini) si le quotient de f(x) par x tend vers l'infini en plus l'infini (resp. en moins l'infini) :
{\displaystyle \lim _{x\to +\infty }{\frac {f(x)}{x}}=\pm \infty \quad \mathrm {ou} \quad \lim _{x\to -\infty }{\frac {f(x)}{x}}=\pm \infty }.
On dit que la courbe représentative de f possède une branche parabolique d'axe d : y = ax si le quotient de f(x) par x tend vers un réel a mais que f(x) – ax tend vers l'infini
{\displaystyle \lim _{x\to +\infty }{\frac {f(x)}{x}}=a\quad \mathrm {ou} \quad \lim _{x\to -\infty }{\frac {f(x)}{x}}=a}
et
{\displaystyle \lim _{x\to +\infty }f(x)-ax=\pm \infty \quad \mathrm {ou} \quad \lim _{x\to -\infty }f(x)-ax=\pm \infty }.
Si la limite de f(x) – ax est plus l'infini, la courbe regarde l'axe par au-dessus ; si la limite est moins l'infini, la courbe regarde l'axe par en dessous.

## Courbe paramétrée
On considère une courbe paramétrée d'équation
{\displaystyle x=x(t)}
{\displaystyle y=y(t)}
définie au voisinage de t0 (fini ou infini).
On recherche des branches paraboliques si
{\displaystyle \lim _{t\to t_{0}}x(t)=\pm \infty \quad \mathrm {et} \quad \lim _{t\to t_{0}}y(t)=\pm \infty }.
La courbe possède une branche parabolique d'axe (Oy) si
{\displaystyle \lim _{t\to t_{0}}{\frac {y(t)}{x(t)}}=\pm \infty }.
La courbe possède une branche parabolique d'axe d : y = ax si
{\displaystyle \lim _{t\to t_{0}}{\frac {y(t)}{x(t)}}=a}
et
{\displaystyle \lim _{t\to t_{0}}y(t)-ax(t)=\pm \infty }.

## Équation polaire

Courbe d'équation polaire et sa branche parabolique d'axe d : y = x.

On considère une courbe d'équation polaire
{\displaystyle \rho =\rho (\theta )},
c'est-à-dire l'ensemble des points M(x ; y) tels que
{\displaystyle x=\rho (\theta )\cos(\theta )}
{\displaystyle y=\rho (\theta )\sin(\theta )}
définie au voisinage de θ0.
On recherche des branches paraboliques si
{\displaystyle \lim _{\theta \to \theta _{0}}\rho (\theta )=\pm \infty }.
La courbe possède une branche parabolique de direction faisant un angle θ0 avec l'axe des x si
{\displaystyle \lim _{\theta \to \theta _{0}}\rho (\theta )\sin(\theta -\theta _{0})=\pm \infty }.